# Рельєф Словаччини
Ця сторінка є оглядом геоморфологічного районування Словаччини, упорядкована в ієрархічній формі. Територія Словаччини належить середземноморському геосинклінальному поясу і підсистемам Карпатських гір і Тисо-Дунайській низовині. Ці підсистеми згодом поділяються на провінції, підпровінції та райони.
Термінологія словацькою:
| - oblasť = область - systém, sústava = система - (sub)provincia = (під)провінція - nížina = низовина (0 — 200/300 м над рівнем моря) - vysočina = височина (більше 200/300 м над рівнем моря) - rovina = рівнина (різниця висот близько 0 — 30 м) - pahorkatina = пагорби (різниця висот близько 30 — 100/150 м) - vrchovina = верховина (різниця висот близько 100/150 — 300/310 м) - hornatina = нагір'я (різниця висот близько 300/310 — 600/640 м) - veľhornatina = гори (різниця висот більше 600/640 м) - planina = полонина | - plošina = плато - zníženina, depresia = зниження (депресія) - panva = басейн - kotlina = котловина - úval = долина - brána = брама - tabuľa = плита (плато) - podhorie = підгір'я - brázda = жолоб - vrchy = гори чи пагорби - pohorie = погір'я |

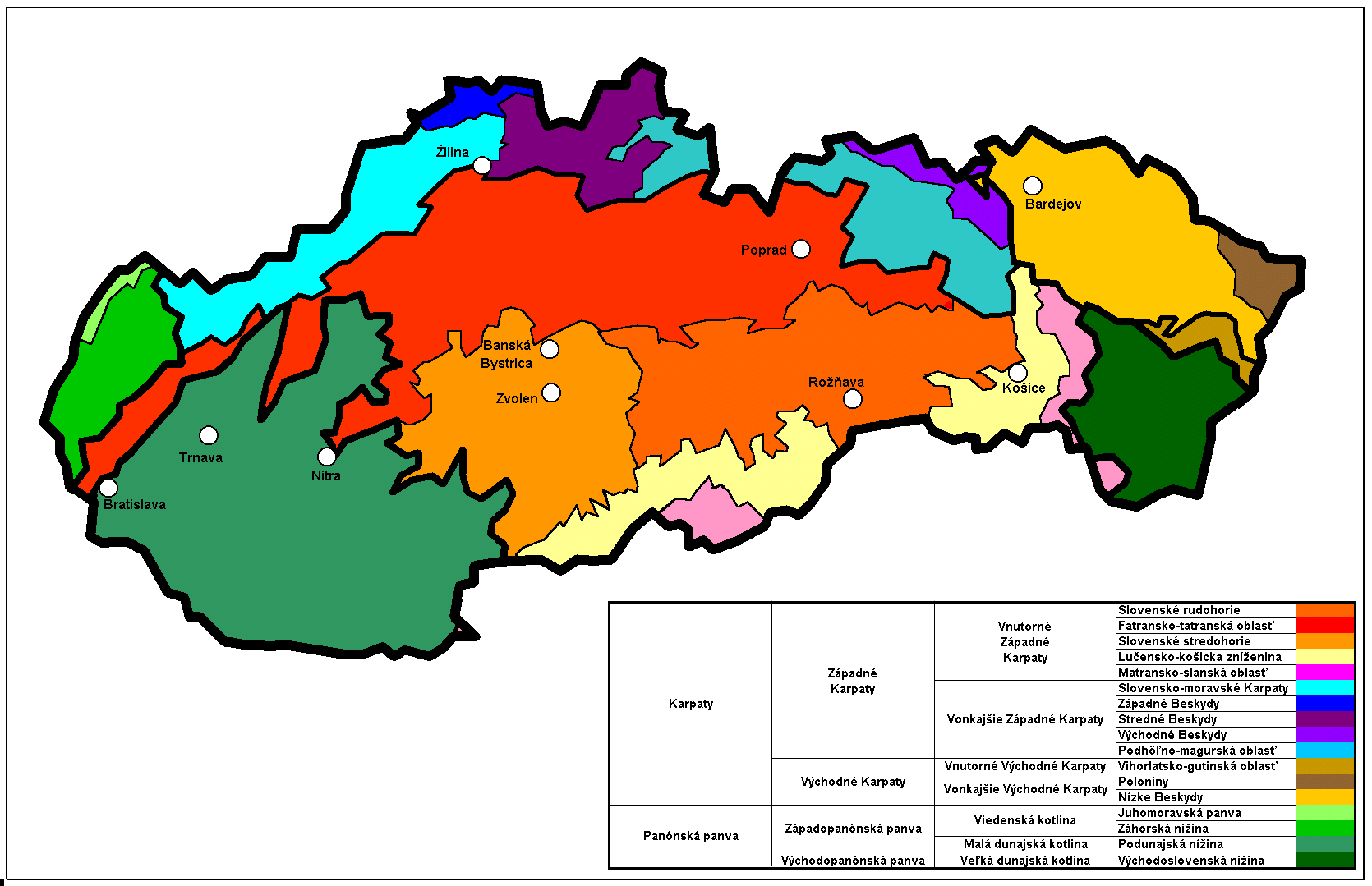
Geomorphological division of Slovakia, with Slovak names

## Карпати(Karpaty) (під-система)

### Західні Карпати(Západné Karpaty) (провінція)

#### Внутрішні Західні Карпати(Vnútorné Západné Karpaty) (під-провінція)

##### Словацькі Рудні гори(Slovenské rudohorie) (область)
- Вепорські гори (Veporské vrchy)
- Списько-Гемерський карст (Spišsko-gemerský kras)
- Столицькі гори (Stolické vrchy)
- Ревуцька верховина (Revúcka vrchovina)
- Воловські гори (Volovské vrchy)
- Ч'єрна Гора (Čierna hora)
- Рожнявська котловина (Rožňavská kotlina)
- Словацький карст (Slovenský kras) та Карст Аггтелек (угор. Aggteleki-karszt; північна Угорщина)

##### Фатрансько-Татранська область(Fatransko-tatranská oblasť)
- Малі Карпати (Malé Karpaty)
- Повазький Іновець (Považský Inovec)
- Трибеч (Tribeč)
- Стражовське Врхи (Strážovské vrchy)
- Ж'яр (Žiar)
- Мала Фатра (Malá Fatra)
- Велика Фатра (Veľká Fatra)
- Старогорське Врхи (Starohorské vrchy)
- Хоцькі гори (Chočské vrchy)
- Татри (Tatry)
- Низькі Татри (Nízke Tatry)
- Козячі хребти (Kozie chrbty)
- Браніско (Branisko)
- Жилінська котловина (Žilinská kotlina)
- Горнонітрянська котловина (Hornonitrianska kotlina)
- Турчянська котловина (Turčianska kotlina)
- Підтатранська котловина (Podtatranská kotlina)
- Горнадська котловина (Hornádska kotlina)
- Горегронська долина (Horehronské podolie)

##### Словацькі Середні гори(Slovenské stredohorie) (область)
- Втачник (Vtáčnik)
- Погронський Іновець (Pohronský Inovec)
- Штявницькі гори (Štiavnické vrchy)
- Кремницькі гори (Kremnické vrchy)
- Поляна (Poľana)
- Оструожки (Ostrôžky)
- Явор'є (Javorie)
- Крупинське плоскогір'я (Krupinská planina)
- Зволенська котловина (Zvolenská kotlina)
- Плієшовська котловина (Pliešovská kotlina)
- Жіарська котловина (Žiarska kotlina)

##### Південнословацька котловина(Lučensko-košická zníženina,Juhoslovenská kotlina) (область)
- Бодвянська височина (Bodvianska pahorkatina)
- Південнословацька котловина (Juhoslovenská kotlina)
- Кошицька котловина (Košická kotlina)

##### Північноугорські гори(Matransko-slanská oblasť,угор.Északi-középhegység)
- Бурда (Burda)
- Церова Врховина (Cerová vrchovina)
- Солоні гори (Slanské vrchy)
- Земплінске Врхи (Zemplínske vrchy)

#### Зовнішні Західні Карпати(Vonkajšie Západné Karpaty) (під-провінція)

##### Словацько-Моравські Карпати(Slovensko-moravské Karpaty) (область)
- Білі Карпати (Biele Karpaty)
- Яворники (Javorníky)
- Миявська височина (Myjavská pahorkatina)
- Повазька долина (Považské podolie)

##### Західні Бескиди(Západné Beskydy) (область)
- Моравсько-Сілезькі Бескиди (Moravsko-sliezske Beskydy)
- Турзовська Врховина (Turzovská vrchovina)
- Яблунковське міжгір'я (Jablunkovské medzihorie)

##### Середні Бескиди(Stredné Beskydy) (область)
- Кисуцькі Бескиди (Kysucké Beskydy)
- Оравські Бескиди (Oravské Beskydy)
- Кисуцька врховина (Kysucká vrchovina)
- Підбескидський жолоб (Podbeskydská brázda)
- Підбескидська врховина (Podbeskydská vrchovina)
- Оравська Магура (Oravská Magura)
- Оравська врхвовина (Oravská vrchovina)

##### Східні Бескиди(Východné Beskydy) (область)
- П'єніни (Pieniny)
- Любовнянська височина (Ľubovnianska vrchovina)
- Чергівські гори (Čergov)

##### Підгалля-Магурське пасмо(Podhôľno-magurská oblasť)
- Скорушинські гори (Skorušinské vrchy)
- Підтатранський жолоб (Podtatranská brázda)
- Списька Маґура (Spišská Magura)
- Левоцькі гори (Levočské vrchy)
- Бахурень (Bachureň)
- Списько-шариське міжгір'я (Spišsko-šarišské medzihorie)
- Шариська височина (Šarišská vrchovina)
- Оравська котловина (Oravská kotlina)

### Східні Карпати(Východné Karpaty) (провінція)

#### Внутрішні Східні Карпати(Vnútorné Východné Karpaty) (під-провінція)

##### Вигорлат-Гутинський хребет(Vihorlatsko-gutínska oblasť)
- Вигорлат (Vihorlatské vrchy)

#### Зовнішні Східні Карпати(Vonkajšie Východné Karpaty) (під-провінція)

##### Полонинський хребет(Poloniny) (область)
- Буковські Врхи (Bukovské vrchy)

##### Низькі Бескиди(Nízke Beskydy) (область)
- Бусов (Busov)
- Ондавська Врховина (Ondavská vrchovina)
- Лаборецька Врховина (Laborecká vrchovina)
- Бескидське Передгор'є (Beskydské predhorie)

## Паннонська рівнина(Panónska panva) (під-система)

### Західнопаннонська низовина(Západopanónska panva)(провінція)

#### Віденський басейн(Viedenská kotlina) (під-провінція)

##### Загорська низовина(Záhorská nížina) (область)
- Борська низовина (Borská nížina)
- Хвійська височина (Chvojnická pahorkatina)

##### Південноморавська низовина(Juhomoravská panva) (область)
- Споднєморавська долина (Dolnomoravský úval)

#### Малий Альфельд(Malá dunajská kotlina) (під-провінція)

##### Дунайська низовина(Podunajská nížina) (область)
- Подунайська височина (Podunajská pahorkatina)
- Подунайська рівнина (Podunajská rovina)

### Східнопаннонська низовина(Východopanónska panva) (провінція)

#### Великий Альфельд(Veľká dunajská kotlina) (під-провінція)

##### Східнословацька низовина(Východoslovenská nížina) (область)
- Східнословацька височина (Východoslovenská pahorkatina)
- Східнословацька рівнина (Východoslovenská rovina)